# Сарда, Роса Мария
Ро́са Мари́я Сарда́ и Та́маро (исп. Rosa Maria Sardà i Tàmaro; 30 июля 1941, Барселона — 11 июня 2020) — испанская актриса и театральный режиссёр, получившая известность комедийными ролями. Дважды лауреат премии «Гойя» за лучшую женскую роль второго плана: в фильмах «Зачем говорят о любви, когда имеют в виду секс?» (1993) и «Без стыда» Хоакина Ористреля (2001). Трижды вела церемонии вручения премии «Гойя» — в 1993, 1998 и 2001 годах. Лауреат премии Fotogramas de Plata в номинации «Лучшая театральная актриса» (2003).
Не имея театрального образования, начинала в любительском театре в Барселоне. В 1962 году перешла в труппу профессионального театра. Успех в кино пришёл в конце 1980-х годов. В 1990-е годы снималась у таких режиссёров, как Фернандо Коломо, Вентура Понс, Фернандо Труэба, Жоакин Ористрель и Мануэль Гомес Перейра.
Младший брат актрисы Хавьер Сарда — журналист. Была замужем за актёром Жозепом Марией Майнатом. Актёрскую династию продолжил их сын Поль Майнат.
С 2014 года Роса Мария Сарда боролась с лимфомой, от которой и умерла.

## Фильмография
- El vicario de Olot (1980)
- La ràdio folla (1986)
- Мавры и христиане / Moros y cristianos (1987)
- Un submarí a les tovalles (1990)
- Rateta, rateta (1990)
- Ho sap, el ministre? (1991)
- ¿Por qué lo llaman amor cuando quieren decir sexo? (1992)
- La fiebre del oro (1993)
- El cianuro… ¿solo o con leche? (1993)
- Escenas de una orgía en Formentera (1994)
- Enciende mi pasión (1994)
- L’enfonsament del Titanic (1994)
- Alegre ma non troppo (1994)
- Suspiros de España y Portugal (1995)
- Pareja de tres (1995)
- Эффект бабочки / El efecto mariposa (1995)
- La duquesa roja (1996)
- Актрисы / Actrices (1996)
- Siempre hay un camino a la derecha (1997)
- Grandes ocasiones (1997)
- Caricias (1997)
- Airbag (1997)
- Mátame mucho (1998)
- Девушка твоей мечты / La niña de tus ojos (1998)
- Любимый друг / Amigo/Amado (1998)
- Всё о моей матери / Todo sobre mi madre (1999)
- Anita no pierde el tren (2000)
- Torrente 2, misión en Marbella (2001)
- Без стыда / Sin vergüenza (2002)
- Путешествие Кэрол / El viaje de Carol (2002)
- Чары Шанхая / El embrujo de Shanghai (2002)
- Dos tipos duros (2002)
- Желание / Deseo (2002)
- Моя мама любит женщин / A mi madre le gustan las mujeres (2002)
- Возьми мои глаза / Te doy mis ojos (2003)
- Vete de mí (2006)
- Chuecatown (2007)
- Барселона (карта) / Barcelona (un mapa) (2007)
- Rivales (2008)
- Жизнь начинается сегодня / La vida empieza hoy (2010)
- Мактуб / Maktub (2011)
- Any de Gràcia (2012)
- Восемь каталанских фамилий / Ocho apellidos catalanes (2015)